# Pressegger See
Pressegger See (slovinsky Preseško jezero) je ledovcové jezero v Korutanech v Rakousku. Nachází se v ledovcovém údolí v Gailtalských Alpách, pohoří jižních vápencových Alp, na východ od Hermagoru. Při průměrné hloubce 3,4 m je vodní útvar polokruhového jezeru relativně plochý. Je charakterizován rozlehlými rákosovými lůžky, zatímco v létě jsou na severním a jižním břehu také koupaliště. Díky teplotě až 28 °C patří mezi nejteplejší rakouská jezera a je hojně rekreačně využíváno. 